# Paul B. Johnson Jr.
Paul Burney Johnson, Jr., född 23 januari 1916 i Hattiesburg, Mississippi, död 14 oktober 1985 i Hattiesburg, Mississippi, var en amerikansk politiker (demokrat). Han var Mississippis viceguvernör 1960–1964 och därefter guvernör 1964–1968. Han var son till Paul B. Johnson.
Johnson avlade 1939 juristexamen vid University of Mississippi och tjänstgjorde sedan i USA:s marinkår. År 1959 valdes han till viceguvernör. Rassegregering var en het fråga i Mississippi speciellt under Ross Barnetts tid som guvernör, då James Meredith blev antagen som studerande vid University of Mississippi. Johnson var en av de ledande försvararna av den rådande segregationen och vid ett tillfälle så blockerade han personligen Merediths väg till universitetet. Av den anledningen myntade anhängarna slagordet "Stand Tall with Paul".
Johnson efterträdde 1964 Barnett som Mississippis guvernör och efterträddes 1968 av John Bell Williams.
Johnson avled 1985 och gravsattes i Hattiesburg.